# Kanonizace Anežky České
Kanonizace Anežky České (předtím označované zpravidla jako Anežka Přemyslovna), k níž došlo 12. listopadu 1989 ve vatikánské bazilice sv. Petra, je považována za předzvěst sametové revoluce započaté pět dnů poté v Československu.
Ačkoliv byla v době komunistického režimu možnost vycestování z Československa do tzv. kapitalistických států značně ztížena, umožnily úřady účast při slavnostní bohoslužbě tisícům věřících (odhady se pohybují mezi 7–10 000 lidí), zejména z Moravy; do Říma je odvezly stovky autobusů. Zúčastnil se také pražský arcibiskup František kardinál Tomášek, primas český. Obřad přenášela i Československá televize. Charakter události v historickém kontextu posílilo i proroctví, že „v Čechách nastane mír a pokoj i blahobyt, až dojde ke kanonizaci Anežky“.